# Frühe Segge
Die Frühe Segge (Carex praecox), auch Früh-Segge genannt, ist eine Pflanzenart aus der Gattung Seggen (Carex) innerhalb der Familie der Sauergrasgewächse (Cyperaceae). Sie ist in Eurasien verbreitet. Für die Schweiz ist als Trivialname auch Kaminfegerli belegt.

## Beschreibung

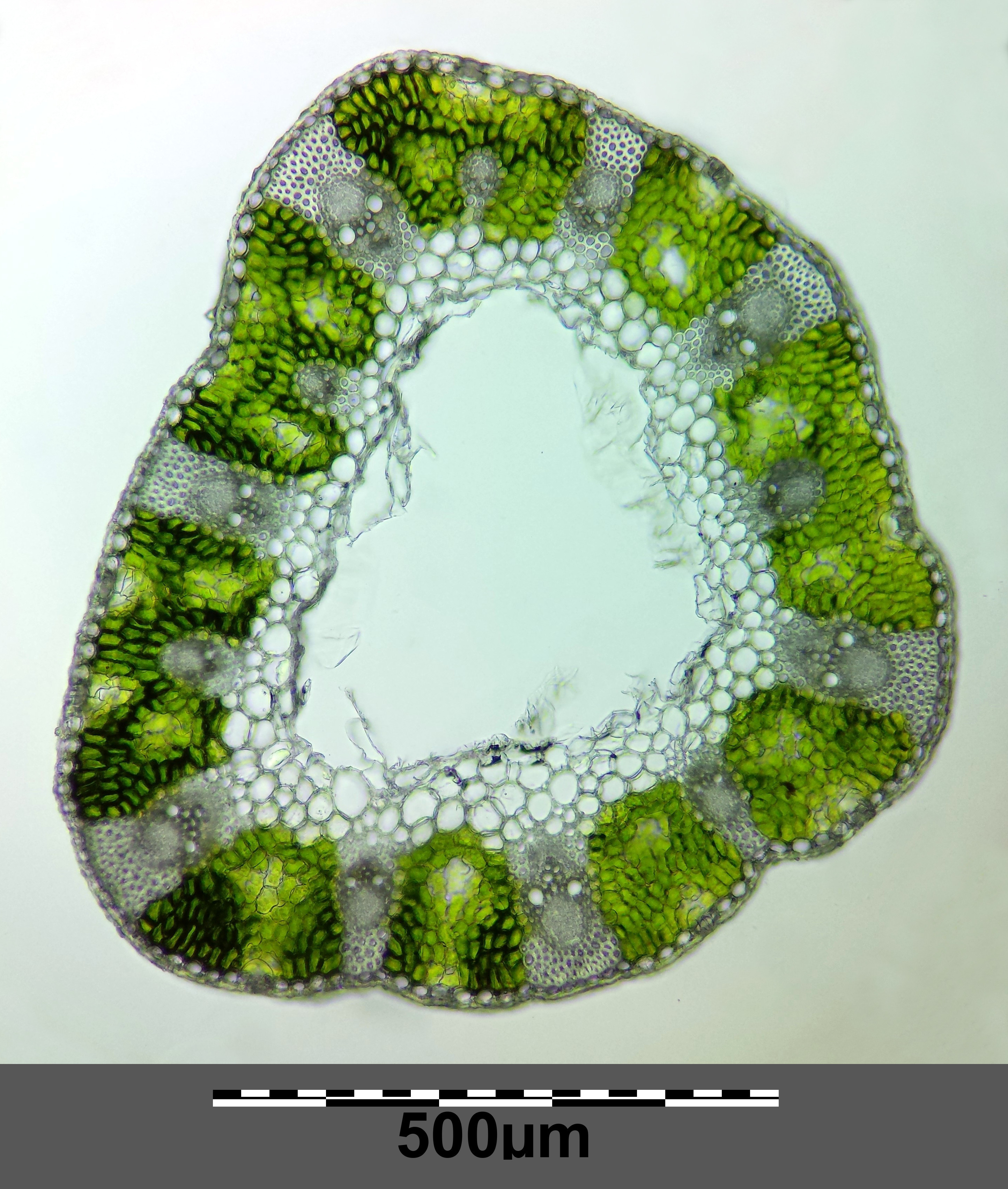
Der Stängel ist im Querschnitt dreieckig

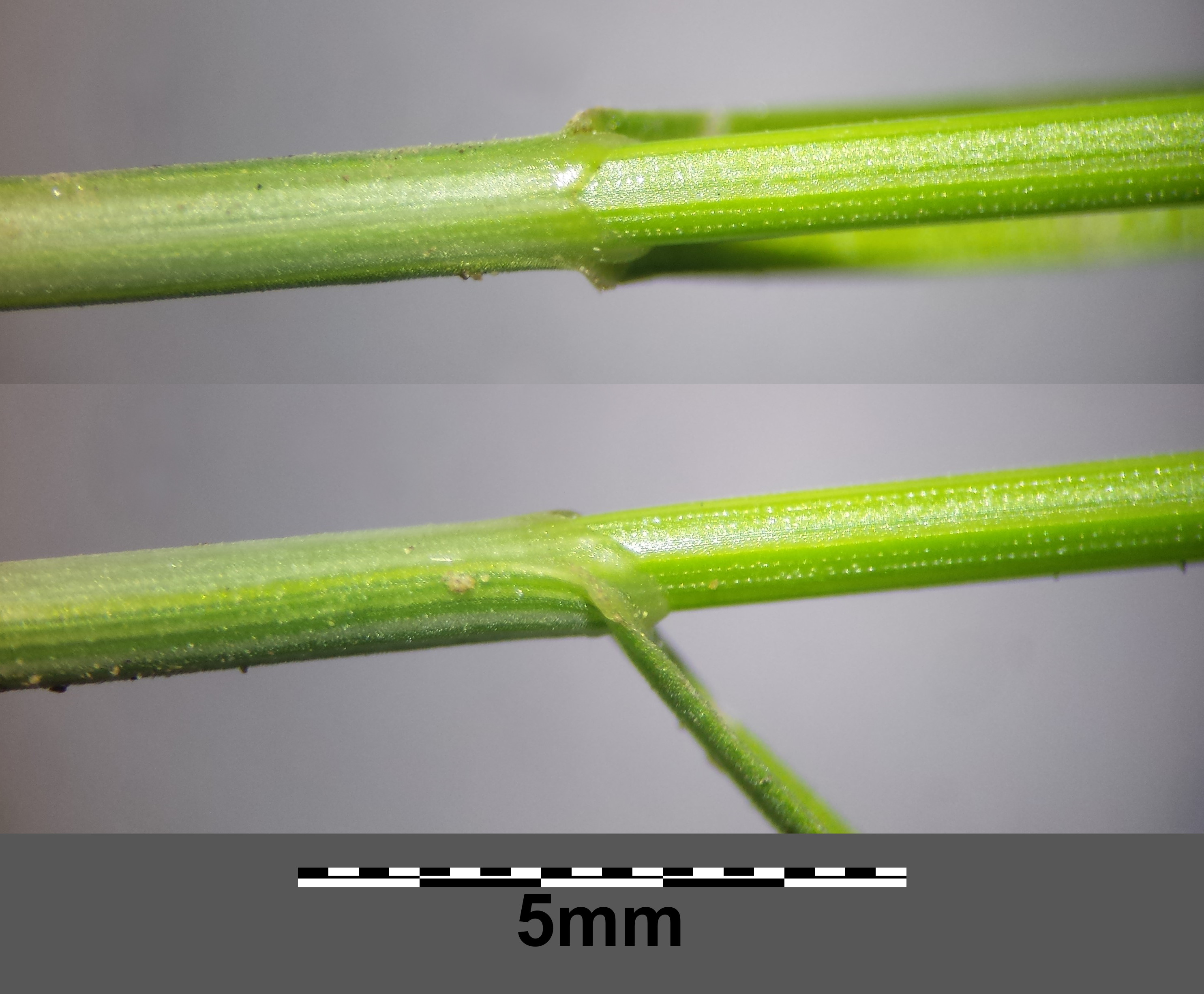
Stängel mit Blattscheide

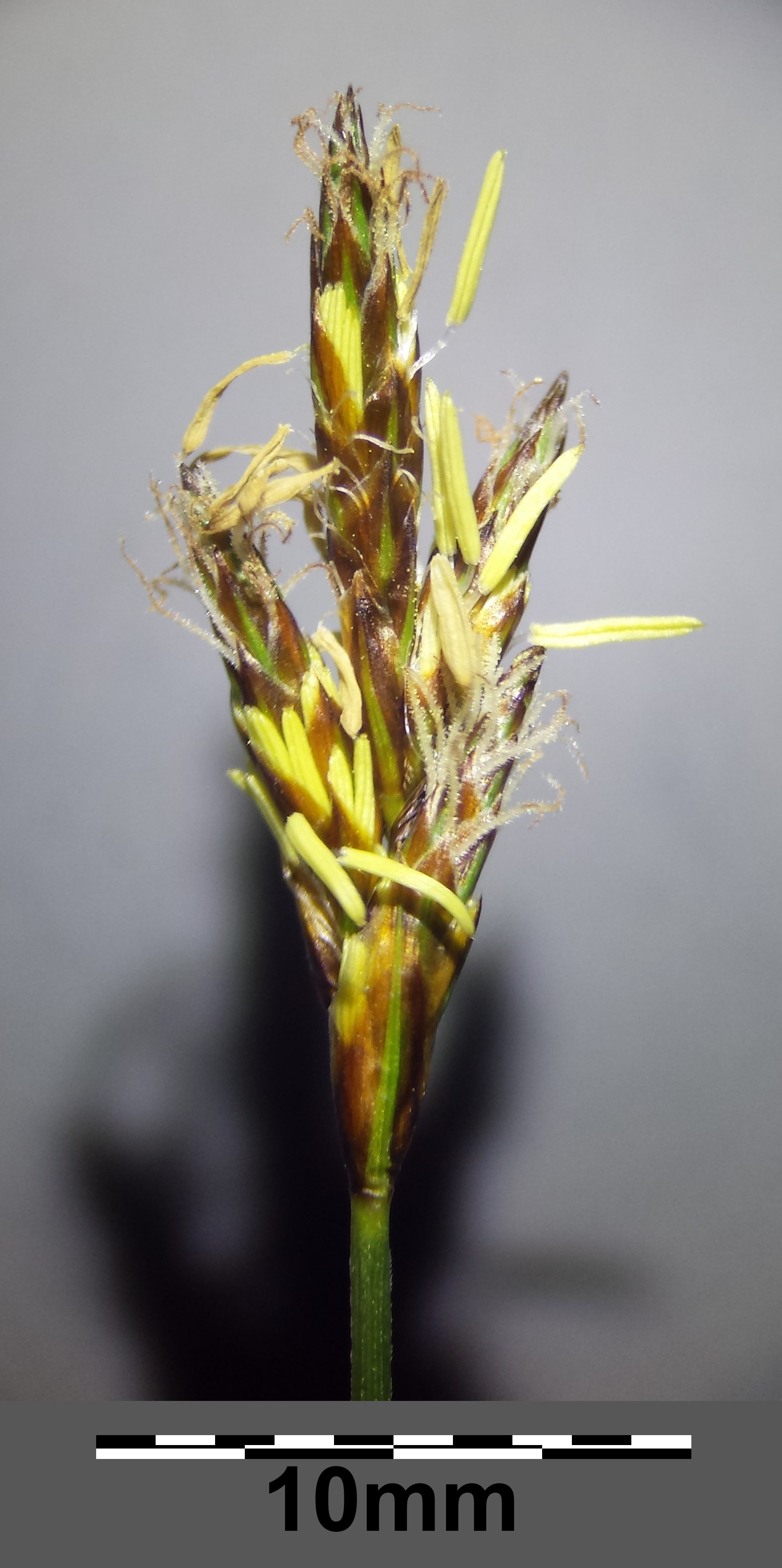
Blütenstand mit Ähren

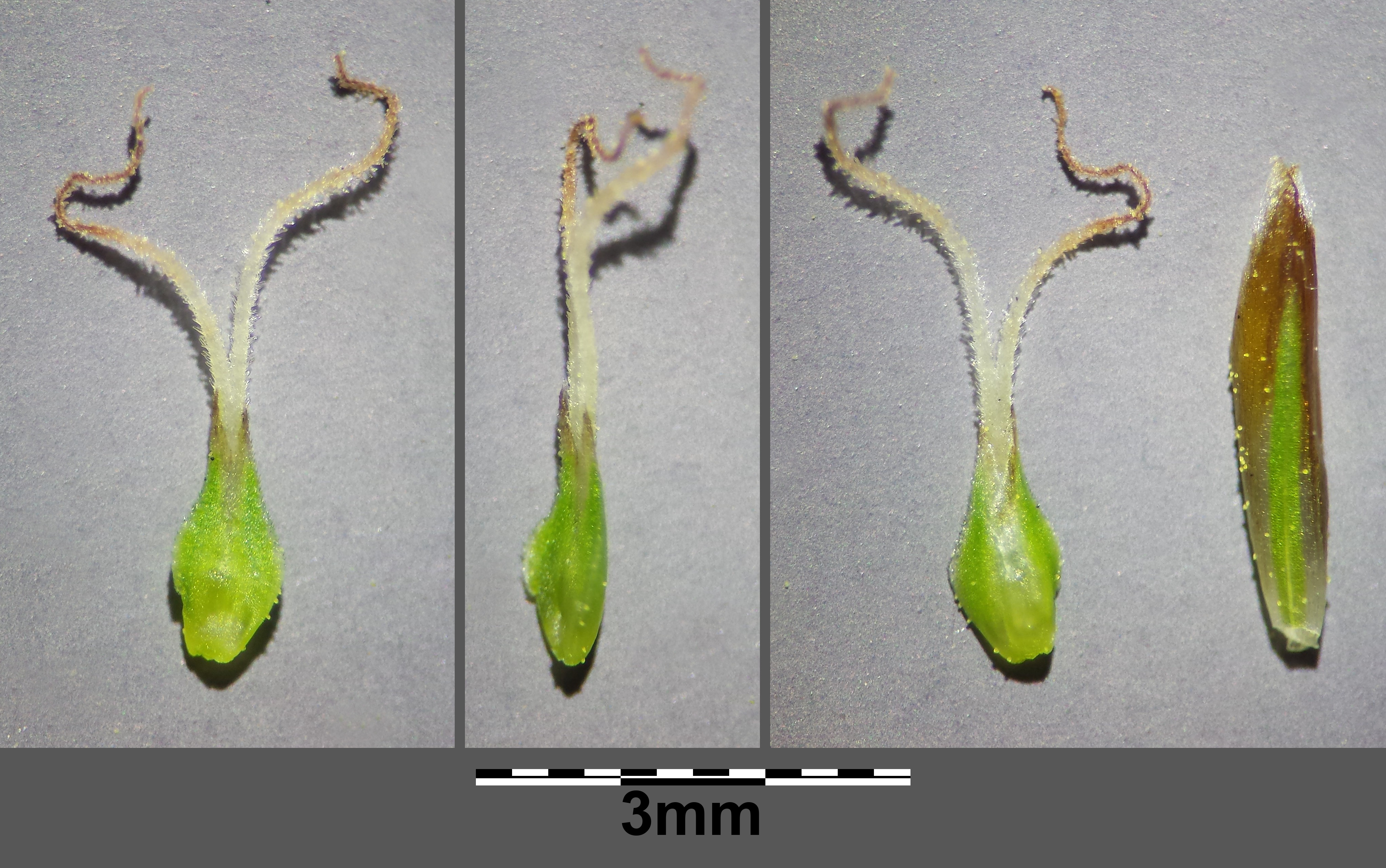
Schlauch und Deckblatt

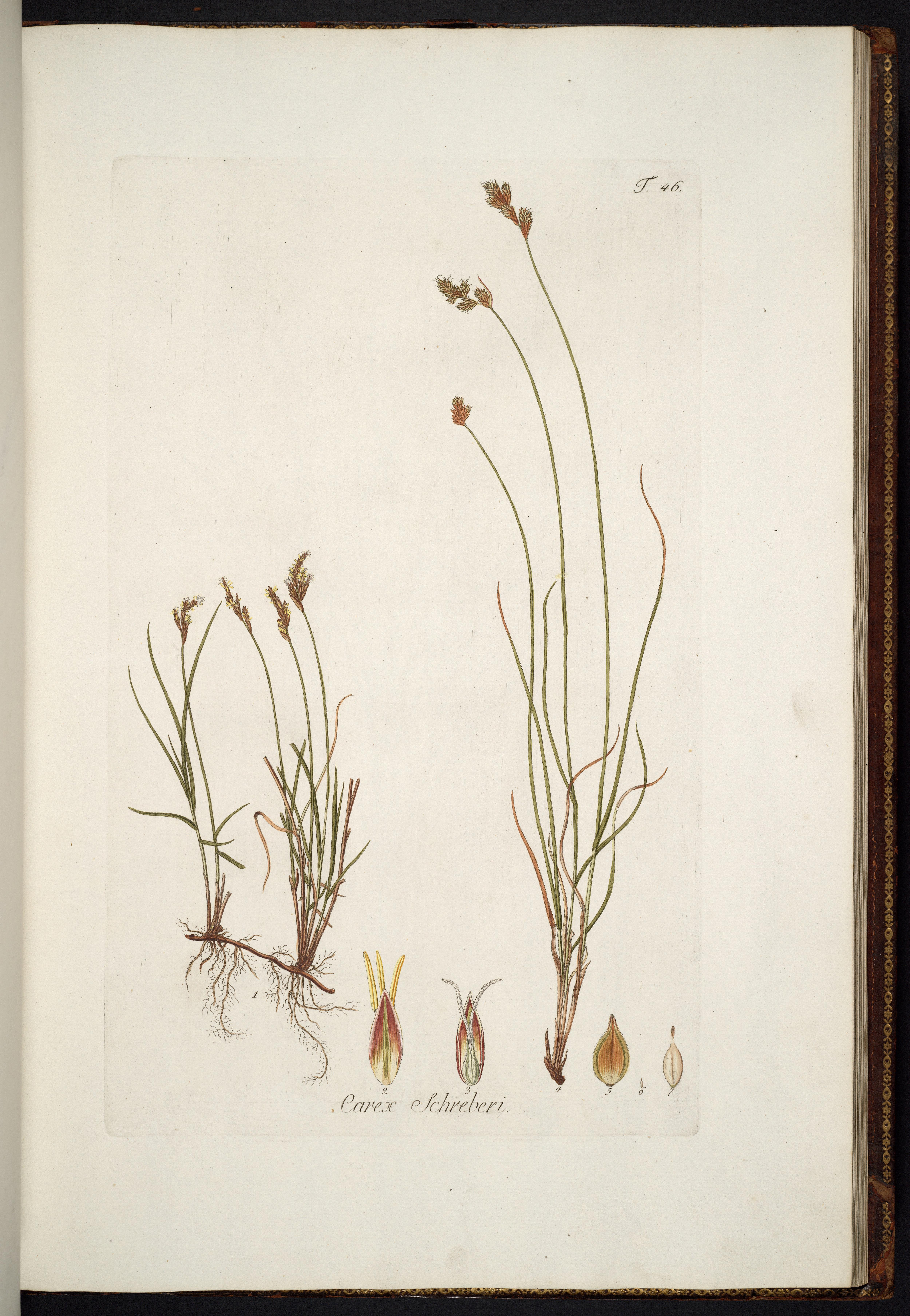
Illustration

### Vegetative Merkmale
Die Frühe Segge wächst als ausdauernde krautige Pflanze und erreicht Wuchshöhen von 10 bis 40, selten bis zu 60 Zentimetern. Der „Wurzelstock“ ist kriechend, dünn, etwa 1 Millimeter dick, braun und mit Schuppen bedeckt. Die immer aufrechten Stängel sind länger als die Laubblätter, meist unter 1 Millimeter dick, stumpf dreikantig, nur oben fein rau, am Grund mit hellbraunen Blattscheiden umgeben und nur im unteren Teil beblättert. Die Blattspreiten sind spitz, steif, kurz, selten flach und meist rinnig, 1 bis 2 Millimeter breit. Sie sind an den Rändern scharf rau und gras- oder grau-grün.

### Generative Merkmale
Die Blütezeit reicht von April bis Juni. Die Frühe Segge ist eine gleichährige Segge. Der Blütenstand ist gedrängt, ährenförmig, bei einer Länge von 1,5 bis 3 Zentimetern eiförmig und enthält drei bis fünf, selten bis zu sieben Ährchen. Die Ährchen sind bei einer Länge von 5 bis 10 Millimetern länglich bis länglich-eiförmig, meist gerade, am Grund männlich und oben weiblich. Die Spelzen sind bei einer Länge von etwa 4 Millimetern sowie einer Breite von etwa 1,5 Millimetern eiförmig bis eilanzettlich mit fein zugespitztem oberen Ende, braun bis rot-braun mit grünem oder gelblichem Kiel und oberwärts weiß hautrandig. Die Fruchtschläuche sind aufrecht, 3 Millimeter lang und aus breit eiförmigem Grund ziemlich plötzlich in den zweispaltigen Schnabel zusammengezogen. Sie sind braun, plankonvex und haben an den Rändern schmale wimperig-gezähnte Flügel. Der Flügelrand läuft parallel zum Schlauchrand. Es sind zwei Narben vorhanden.
Die Frucht ist klein und eiförmig.
Die Chromosomenzahl beträgt 2n = 58.

## Ökologie
Die Frühe Segge ist eine Sandpionierpflanze.

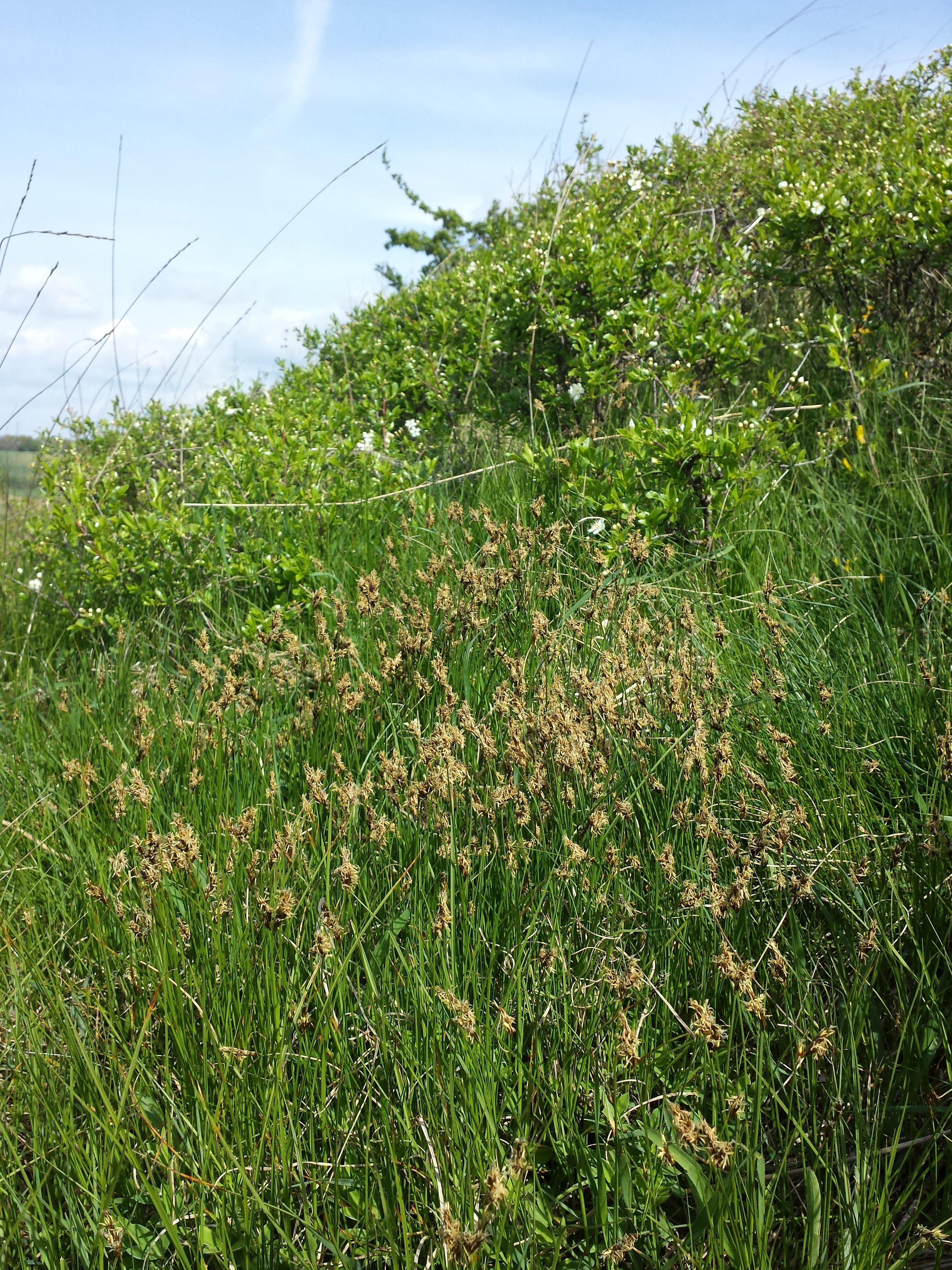
Habitat auf einer trockenen Ackerböschung

## Vorkommen
Das Verbreitungsgebiet der Frühe Segge umfasst die montane-submeridionale Zone Eurasiens und reicht von Europa bis Zentralasien, Sibirien und Jakutien. Sie kommt in fast allen Ländern Europas vor und fehlt nur in Portugal, Irland, Großbritannien, Island, Norwegen, Schweden, Nordmazedonien und Griechenland. In Finnland kommt sie eingeschleppt vor. Sie kommt auch in Mitteleuropa, zum Beispiel in der Schweiz und in Österreich, vor. In Deutschland ist sie als gefährdet eingestuft.
Die Frühe Segge wächst als Ruderalvegetation auf Sandtrockenrasen und bevorzugt sandige, basische und trockene Böschungen. Sie gedeiht in Gesellschaften des Verbandes Convolvulo-Agropyrion oder der Ordnung Corynephoretalia. In norddeutschen Stromtälern ist sie eine Charakterart des Allio-Caricetum praecocis aus der Ordnung Festuco-Sedetalia.
Die ökologischen Zeigerwerte nach Landolt et al. 2010 sind in der Schweiz für Carex praecox subsp. praecox: Feuchtezahl F = 2w (mäßig trocken aber mäßig wechselnd), Lichtzahl L = 4 (hell), Reaktionszahl R = 3 (schwach sauer bis neutral), Temperaturzahl T = 3+ (unter-montan und ober-kollin), Nährstoffzahl N = 2 (nährstoffarm), Kontinentalitätszahl K = 5 (kontinental), Salztoleranz = 1 (tolerant).

## Taxonomie
Die Erstveröffentlichung von Carex praecox erfolgte 1771 durch Johann Christian von Schreber. Das Artepitheton praecox bedeutet frühblühend. Synonyme für Carex praecox Schreb. sind: Carex schreberi Schrank nom. superfl., Carex schreberi Willd. nom. illeg., Carex montana Pollich ex Lightf. nom. illeg., Carex stolonifera Ehrh., Carex arenaria Dubois ex Steud., Carex aristata Honck., Carex curvula Lam. nom. illeg., Carex curvata Knaf, Carex pseudopraecox Schur, Carex sicyocarpa Lebel, Carex tenella Thuill., Carex heterophylla Krock., Carex pilulifera Geners. ex Boott nom. illeg., Carex praeceps Borkh. ex Rchb., Carex princeps Kunth, Carex verna Torr. ex Kunth nom. illeg., Carex weiheana Boeckeler ex Kunth, Carex brizoides var. praecox (Schreb.) Fiori, Carex brizoides var. campestris Wimm., Carex brizoides subsp. curvata (Knaf) Celak., Carex brizoides var. curvata (Knaf) Beck, Carex brizoides var. brunnea Celak., Carex brizoides var. intermedia Celak., Carex umbrosa var. reflexa (Rchb.) Nyman, Carex praecox subsp. intermedia (Čelak.) W.Schultze-Motel, Carex velenovskyi Domin.